# Julio Venegas
Julio Venegas, född 3 april 1972, död 15 februari 1996, var en gitarrist från El Paso, Texas. Venegas begick 1996 självmord efter att ha legat i koma. När han vaknade upp ur koman kastade han sig ut från ett fönster på Mesa Street och ner på en trafikerad gata. Han begravdes samma år i Juarez, Mexiko enligt At the Drive-In låten Embroglio. Cedric Bixler-Zavala och Omar Rodriguez-Lopez, båda från At the Drive-In, var nära vänner till Venegas. De gjorde senare ett konceptalbum om hans liv, De-Loused in the Comatorium.